# 알베르토 부에노
알베르토 부에노 칼보(스페인어: Alberto Bueno Calvo, 1988년 3월 20일, 마드리드 지방 마드리드 ~)는 스페인의 프로 축구 선수로, 현재 스페인의 알게시라스 CF에서 뛰고 있다. 그는 공격수로 주로 활약하지만, 좌측 미드필더로 기용되기도 한다.
레알 마드리드에서 성인 무대에 첫 발을 디딘 그는 바야돌리드와 라요 바예카노에서 주로 활약하며 6시즌 동안 145번의 라 리가 경기에 출전해 35골을 기록했다.
부에노는 자신이 거친 모든 연령대의 스페인 청소년 국가대표팀 일원으로 총 28경기에 출전해 19골을 기록했다.

## 클럽 경력

### 레알 마드리드
마드리드 출신인 부에노는 레알 마드리드 유소년부 졸업생으로, 청년부 시절에 합류해 37경기 출전 37골을 기록했다. 이듬해, 그는 레알 마드리드 카스티야로 승격해 31번의 세군다 디비시온 경기를 치렀다.
2007년 8월, 레알 마드리드는 부에노에 1군 계약을 제시했다. 그는 베언트 슈스터 감독의 부름을 받아 시즌을 앞둔 훈련에 참가해 로코모티프 모스크바와의 친선경기에서 후반 시작할 시점에 또다른 채석장 출신 하비에르 발보아와 교체되어 들어가 뛰었다.
2008년 11월 11일, 1군 선수들이 부상으로 대거 이탈하면서, 부에노는 세군다 디비시온 B 소속인 레알 우니온과의 코파 델 레이 안방 경기에서 공식 데뷔전을 치렀는데, 그는 4-3으로 이긴 이 경기에서 득점도 올렸지만, 레알 마드리드는 합계 6-6으로 원정 다득점 원칙에 따라 레알 우니온을 넘지 못하고 충격적인 탈락의 고배를 마셨다. 11일 후, 그는 1-0으로 이긴 레크레아티보와의 안방 경기에서 막판에 라울과 교체되어 라 리가 신고식을 치렀다.

### 바야돌리드
2009년 7월 15일, 레알 바야돌리드가 부에노를 영입해 5년 계약을 체결했고, 레알 마드리드는 2년 안에 재영입할 권한을 가져갔다. 그는 바야돌리드에서의 1년차에 불규칙적으로 출장 기회를 얻었는데, 카스티야 이 레온 연고 구단은 1부 리그 강등의 쓴 맛을 보았다.
2010년 8월 30일, 잉글랜드의 더비 카운티는 2-2로 비긴 퀸스 파크 레인저스와의 원정 경기에서 부에노가 경기를 관전했으며, 이적 시장 종료를 앞두고 숫양 군단은 그의 임대 영입이 임박했다고 발표했다. 이튿날, 부에노의 1년 임대 이적이 확정되었다.
0-1로 패한 셰필드 유나이티드와의 안방 경기에서 교체로 들어가 신고식을 치른 부에노는 0-2로 패한 헐시티와의 경기에서 처음으로 선발 출전했고, 6경기 무패 행진에 도움을 주었는데, 이전까지 4번의 경기에서 1승만 거둔 숫양 군단은 이 기간에 획득할 수 있는 18점 중 14점을 획득했고, 게리 크로스비 1군 감독은 "알베르토는 천부적인 축구 선수입니다. - 그의 의식, 그의 공 다루는 능력, 그리고 그의 능력은 지금 훌륭합니다."라고 그를 칭찬했다.
더비 카운티의 4-2-3-1 배치 형태에서 3인의 지원 공격수들 중 1명의 역할을 맡은 부에노는 크리스털 팰리스전에서 2골을 기록해 처음으로 골을 신고했고, 3-0으로 이긴 프레스턴 노스 엔드전에서도 같은 일을 반복해, 두 경기에서 모두 최우수 선수로 선정되었다. 그는 몸상태가 절정에 이르어 프리미어리그 구단 위건 애슬레틱의 제의를 받았지만, 더비는 이 이적설을 "임대 계약에 1월 이적 시장에서 (부에노가) 떠나는 것을 허용하는 조항은 없었다."라며 부인했다.
훌륭하게 시작한 부에노는 나머지 선수단과 마찬가지로 시즌이 진행되면서 활약이 침체되었고, 26번의 리그 경기에서 4승을 거두는데 그쳤으며, 리그 순위가 4위에서 19위까지 떨어졌다. 그는 막판 7달에 걸쳐 입스위치 타운과 노리치 시티와의 경기에서 1골씩 2골을 추가하는데 그쳤고, 두 경기 모두 패했으며, 시즌 종료 후 클로 감독은 선수단의 향후 행보가 "불확실하다"고 의견을 표력했고, 그의 영입은 "우선적인 일이 아니다"고 선을 그었다.
부에노는 이후 바야돌리드로 귀환해 32번의 경기에서 7골을 기록해 2년 만의 1부리그 복귀를 도왔다.
그는 이듬해에 5골을 더 넣었고, 시즌 끝에 강등을 면했다.

### 라요 바예카노
2013년 여름, 부에노는 라요 바예카노와 2년 계약을 맺었다. 2015년 2월 28일, 그는 4-2로 이긴 레반테와의 안방 경기에서 14분만에 무려 4골을 퍼부었고, 그는 1995년에 이 업적을 달성한 베베투에 이어 2번째로 가장 짧은 시간에 4골을 기록했다.

### 포르투
2015년 5월 25일, 자유 계약으로 풀려난 부에노는 포르투와 5년 계약을 맺고, 다수의 같은 국적 선수들과 훌렌 로페테기 감독과 한 배를 탔다. 그러나, 그는 1년차에 반월상연골 부상으로 대부분 현장 밖에서 보냈다.
2016년 8월 31일, 부에노는 그라나다와 1년 임대 계약에 합의를 보고 스페인 1부 리그 무대에 복귀했다. 9월 16일, 그는 2-2로 비긴 인근 베티스와의 경기에서 처음이자 마지막 골을 기록했다.
2017년 1월 31일, 부에노는 1부 리그 첫 해를 반쯤 치른 레가네스에 합류하며 고향 동네에 복귀했다.

## 국가대표팀 경력
부에노는 2006년 UEFA U-19 축구 선수권 대회를 우승한 스페인 U-19 국가대표팀의 일원이었다. 그는 5골로 이 대회 득점왕을 차지했는데, 그의 레알 마드리드 출신 동료 후안 마타도 4골을 기록했다.
이후, 부에노는 캐나다에서 열린 2007년 FIFA U-20 월드컵에서 자국을 대표로 출전했다.

## 수상
스페인 U-19
- UEFA U-19 축구 선수권 대회: 2006[25]